# Neptis podarces
Neptis podarces är en fjärilsart som beskrevs av Nire 1920. Neptis podarces ingår i släktet Neptis och familjen praktfjärilar. Inga underarter finns listade i Catalogue of Life.